# Sasanka zwyczajna
Sasanka zwyczajna (Pulsatilla vulgaris Mill.) – gatunek rośliny należący do rodziny jaskrowatych. Występuje w Europie. Niegdyś występowała w Polsce w środowisku naturalnym (ostatnio podawana tylko z Lubelszczyzny), jednakże już prawdopodobnie wymarła na naturalnych stanowiskach. Jest natomiast często uprawiana. Oprócz typowego gatunku w uprawie występują jej mieszańce określane często nazwą sasanka ogrodowa (Pulsatilla ×hybrida) i często mylone z sasanką zwyczajną.

## Morfologia

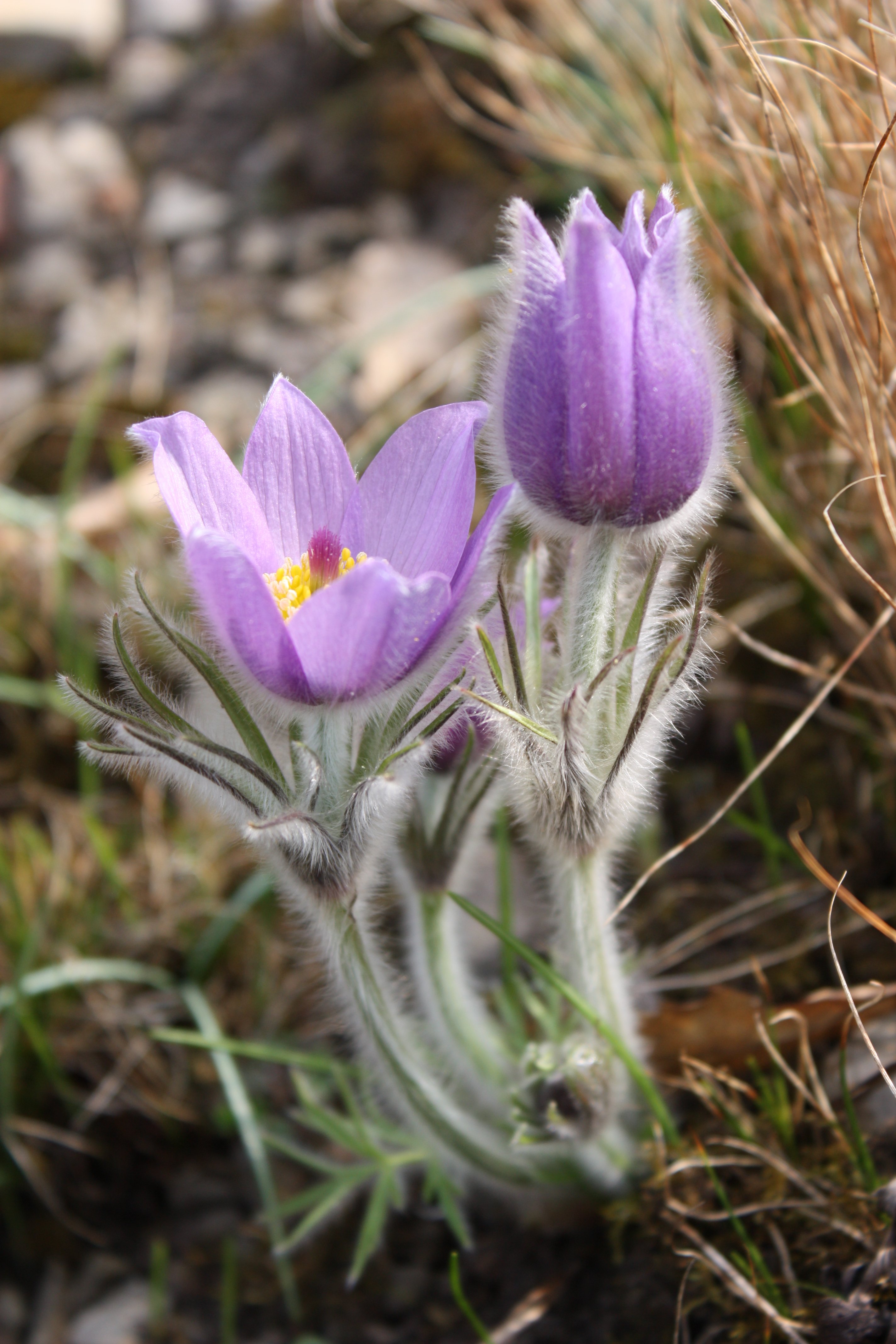
Pokrój

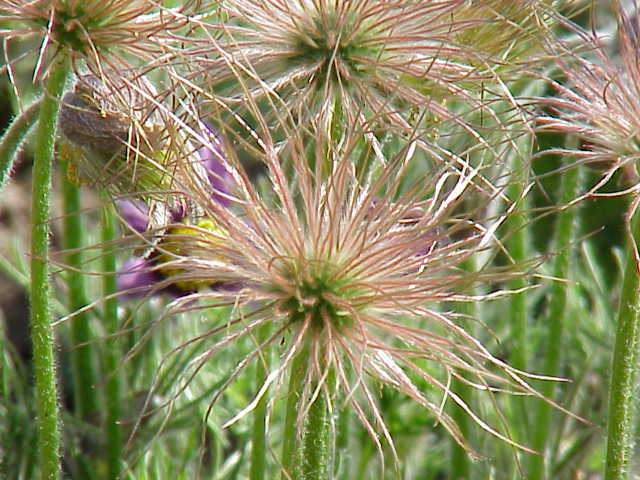
Owoce zbiorowe

ŁodygaOwłosiony długimi, srebrzystymi włosami głąbik, po przekwitnięciu znacznie się wydłuża. Pod ziemią roślina posiada silne i rozgałęzione kłącze, z którego wyrasta kilka łodyg.
LiścieLiście odziomkowe w rozetce, blisko ziemi. W zależności od podgatunku pojawiają się przed, po lub w czasie kwitnienia. Dopiero w pełni lata są całkowicie rozwinięte. Są dwu- lub trzykrotnie pierzaste, jedwabisto owłosione, później łysiejące.
KwiatyJeden, duży, szczytowy, fioletowy kwiat na łodydze, zwieszający się w dół. Czasami spotyka się kwiaty o białej barwie. Kwiaty są charakterystycznie filcowate po zewnętrznej stronie. Okwiat z zewnątrz kosmato owłosiony, prawie dwa razy dłuższy od żółtych pręcików. Nie jest zróżnicowany na kielich i koronę. Kwiaty o długości 5 – 6 cm są początkowo dzwonkowate, później rozpostarte.
OwocePo przekwitnięciu, zebrane w owoc zbiorowy zawierający niełupki, wyglądający jak puchata kula. Niełupka, o długości ok. 3,5 cm, zrośnięta jest z odstająco, jedwabiście owłosioną szyjką słupka.

## Biologia i ekologia
- Bylina. Kwitnie od marca do początku maja. Nasiona rozsiewane przez wiatr.
- Siedlisko: występowała na suchych łąkach, w suchych lasach sosnowych, na słonecznych zboczach. Roślina światłolubna (heliofit).
- Cała roślina jest lekko trująca. Powoduje pobudzenie i paraliż ośrodkowego układu nerwowego, mdłości i odurzenie[7].
- Liczba chromosomów 2n=16,32[5].

## Systematyka i zmienność
Gatunek tworzy mieszańce z sasanką otwartą, s. wiosenną i s. łąkową.

## Zagrożenia i ochrona
Roślina objęta była w Polsce ścisłą ochroną gatunkową w latach 2012-2014.
Kategorie zagrożenia gatunku:
- Kategoria zagrożenia w Polsce według Czerwonej listy roślin i grzybów Polski (2006)[8]: Ex (wymarły i zaginiony); 2016: RE (wymarły na obszarze Polski)[9].
- Kategoria zagrożenia w Polsce według Polskiej Czerwonej Księgi Roślin (2001, 2014): EX (wymarły)[10].

## Zastosowanie i uprawa
- Roślina ozdobna. Ze względu na to, że kwitnie wczesną wiosną, jest często sadzona w ogródkach przydomowych, zwłaszcza w ogrodach skalnych[11]. Ozdobna jest również po przekwitnięciu. Nadaje się na rabaty i do ogródków skalnych.
- Uprawiana jest zazwyczaj z nasion, bardzo łatwo rozmnaża się też przez podział rozrośniętych kęp[12]. Wymaga gleb lekkich i dobrze wapnowanych oraz stanowiska słonecznego, lub nieco tylko zacienionego[12]. Po kilku latach bryła korzeniowa ulega nadmiernemu zagęszczeniu, należy ją wówczas wykopać i przerzedzić.